# Jaguar Hard Pain
Jaguar Hard Pain (nome completo: Jaguar Hard Pain 1944-1994, estilizado em minúsculas como jaguar hard pain) é o terceiro álbum de estúdio da banda japonesa de rock The Yellow Monkey, sendo lançado em 1 de março de 1994. É um disco conceitual, cuja história é de autoria do vocalista Kazuya Yoshii.

## Enredo
A história de Jaguar Hard Pain gira em torno do personagem Jaguar, um soldado que morre em 1944 na 2ª Guerra Mundial, mas volta à vida em busca de sua amada perdida, Mary, que deixando sua terra natal, o faz passar 50 anos à sua procura.
O personagem também aparece na canção "Silk Scarf ni Boushi no Madame", do álbum anterior Experience Movie.

## Desempenho comercial
O álbum alcançou a 28ª posição na Oricon Albums Chart, permanecendo na parada por três semanas.

## Faixas
| N.º            | Título                                   | Duração |  |
| 1.             | "Second Cry"                             | 5:09    |  |
| 2.             | "Fine Fine Fine"                         | 4:45    |  |
| 3.             | "A Henna Amedama" (A HENな飴玉)          | 3:49    |  |
| 4.             | "Rock Star"                              | 4:04    |  |
| 5.             | "Bara Shoufu Reina" (薔薇娼婦麗奈)       | 4:51    |  |
| 6.             | "Machi no Akari" (街の灯)                | 5:06    |  |
| 7.             | "Red Light"                              | 6:32    |  |
| 8.             | "Celery no Oka" (セルリアの丘)           | 6:15    |  |
| 9.             | "Kanashiki Asian Boy" (悲しきASIAN BOY)  | 4:36    |  |
| 10.            | "Sekirara GO!GO!GO!" (赤裸々GO! GO! GO!) | 3:23    |  |
| 11.            | "Harukana Sekai" (遥かな世界)            | 5:27    |  |
| 12.            | "Merry X'Mas"                            | 6:59    |  |
| Duração total: | Duração total:                           | 61:17   |  |

## Single

### Kanashiki Asian Boy
- Kanashiki Asian Boy é o terceiro single do The Yellow Monkey e o único retirado do álbum Jaguar Hard Pain, tendo sido lançado de 21 de Fevereiro de 1994.

#### Faixas do Álbum
- - 01- Kanashiki Asian Boy
  - 02- Sekihara Go! Go! Go!

## Créditos
- Kazuya "Lovin" Yoshii (吉井和哉) – vocais, guitarra
- Hideaki "Emma" Kikuchi (菊地英昭) – guitarra, vocais de apoio
- Yoichi "Heesey" Hirose (廣瀬洋一) – baixo, vocais de apoio
- Eiji "Annie" Kikuchi (菊地英二) – bateria